# Bodianus thoracotaeniatus
Bodianus thoracotaeniatus Yamamoto, 1982 è un pesce osseo di mare appartenente alla famiglia Labridae.

## Distribuzione e habitat
È una specie tipica di acque profonde (fino a 395 m) nell'oceano Pacifico: il suo areale si estende dal sud del Giappone e Palau.

## Descrizione
Il corpo è leggermente compresso sui lati, allungato e mai alto; il ventre è pallido. La testa presenta un profilo appuntito e occhi grandi. Le pinne pelviche sono lunghe e trasparenti, sulla pinna dorsale è presente una fascia nera negli esemplari adulti. La lunghezza massima registrata è di 14,8 cm. La colorazione è bianca sul ventre e arancione sul dorso, con una fascia orizzontale rossastra che parte dall'occhio e termina poco prima del peduncolo caudale, dove c'è una macchia dello stesso colore. Questa caratteristica, insieme alla fascia scura sulla pinna dorsale, ne permette la distinzione da Bodianus cylindriatus.

## Riproduzione
È oviparo e la fecondazione è esterna; non ci sono cure nei confronti delle uova.

## Conservazione
Questa specie è stata classificata come "dati insufficienti" (DD) dalla lista rossa IUCN nel 2010 perché le informazioni note su questa specie si basano su pochi esemplari.